# Lucien Victor
Pour les articles homonymes, voir Victor.
Lucien Victor (né le 28 juin 1931 à Oekene et mort le 17 septembre 1995 à Saint-Menges) est un coureur cycliste belge. Lors des Jeux olympiques de 1952 à Helsinki, il a pris la quatrième place de la course en ligne, remportée par un autre Belge, André Noyelle. Ces résultats, auxquels s'ajoute la deuxième place de Robert Grondelaers, ont permis à l'équipe belge de remporter la médaille d'or de la course par équipes.

## Palmarès
- 1951
  - 2e du Tour de la province de Namur
- 1952
  -  Champion olympique de la course sur route par équipes (avec André Noyelle et Robert Grondelaers)
  - Tour des Flandres amateurs
  - Tour du Limbourg amateur
  - 2e de Gand-Ypres
  - 4e de la course sur route individuelle
- 1954
  - Circuit du Houtland
  - 2e de la Gullegem Koerse
- 1955
  - 2e étape du Tour du Maroc